# Lysimachia pyramidalis
Lysimachia pyramidalis är en viveväxtart som beskrevs av Nathaniel Wallich. Lysimachia pyramidalis ingår i släktet lysingar, och familjen viveväxter. Inga underarter finns listade i Catalogue of Life.